# Invariance (revue)
Pour les articles homonymes, voir Invariance.
Invariance est une revue française à la parution irrégulière et un groupe militant du même nom fondée par Jacques Camatte en 1968, à la suite de sa rupture avec le Parti communiste international dont il jugeait les positions trop activistes. Il quitte le PCInt avec Roger Dangeville qui fonde la revue le Fil du temps sur un constat similaire. D'abord consacrée à une ligne de stricte orthodoxie bordiguiste, Invariance publie des textes d'analyse théorique et elle polémique volontiers avec d'autres groupes de l'ultra-gauche de l'époque. Invariance s'éloigne peu à peu de cette tradition pour finalement rompre avec le marxisme et développer des thèmes proches de l'anarcho-primitivisme. Certains militants ont alors quitté le sillage d'Invariance pour constituer dans les années 1970 d'autres organisations se réclamant de l'héritage strict des six premiers numéros de la revue, tels que le Groupe communiste mondial puis plus tard le groupe Communisme ou civilisation. En 1996, un militant d'Invariance quitte le groupe pour fonder la revue (Dis)continuité qui développe des thèmes bordiguistes et naturiens.

## Publications
- Collectif, La Gauche allemande : textes du KAPD, de l'AAUD, de l'AAUE et de la KAI, 1920-1922, Brignoles, Invariance, 1972, texte intégral.
- Collectif, Communautés, naturiens, végétariens, végétaliens et crudivégétaliens dans le mouvement anarchiste français, Brignoles, Invariance, 1994, sommaire.